# Skogvollvatnet
Skogvollvatnet est un lac norvégien situé dans la commune d'Andøy dans le comté de Nordland. Le lac est situé dans le village de Skogvoll sur l'île d'Andøya, et connait la venue de poissons anadromes (saumon, truite de mer et l'omble de l'arctique). Le lac constitue une partie de la réserve naturelle de Skogvoll.